# Jervis Inlet
El Jervis Inlet (en español, entrante, fiordo o bahía de Jervis) es uno de los principales entrantes que cortan la costa del océano Pacífico de la Columbia Británica. Ubicado a unos 95 km al noroeste de Vancouver, se extiende unos 90 km desde su desembocadura sur en  el estrecho de Malaspina (cerca de la isla Texada) que lo une al estrecho de Georgia, hasta su extremo norte, donde desagua el río Skwakwa. Es el tercero de los entrantes al norte del paralelo 49ºN, el primero de las cuales es el Burrard Inlet, el puerto de Vancouver.

## Geografía
Se extiende 89 km desde su cabecera en la desembocadura del corto río Skwawka (18 km) hasta su desembocadura en el estrecho de Georgia, cerca de la isla Texada. Es el fiordo más profundo de la costa de la Columbia Británica, con una profundidad máxima de 670 m.
La entrada está formada por tres brazos o tramos:
- tramo del Príncipe de Gales  (Prince of Wales Reach),
- tramo Princesa Real (Princess Royal Reach), y
- tramo de las Reinas (Queens Reach),.

En su tramo superior se encuentra el tramo de las Reinas  que adopta un ángulo recto muy pronunciado, frecuente en las zonas de fiordos, para convertirse en tramo Princesa Real . Ambos tramos tienen una longitud de unos 20 km. En los flancos del fiordo y en el valle del río Skwawka, que alimenta la cabecera del entrante, se encuentran dos de las cascadas más altas de Canadá, la de James Bruce (840 m) y la de Alfred Creek (700 m).
La ensenada más frecuentada y conocida de la zona es la ensenada Princesa Luisa, con el Club Malibu y Young Life Camp en los rápidos Malibu, la entrada de la ensenada, y el Parque Provincial Marino Princesa Luisa, incluidas las cataratas Chatterbox, en su cabecera.
En la desembocadura del Jervis Inlet, un transbordador de pasajeros y vehículos operado por BC Ferries conecta Earls Cove (en el extremo superior de la península de Sechelt y la parte baja de Sunshine Coast) con Saltery Bay (en el extremo inferior de la península de Malaspina y la parte alta de Sunshine Coast).
La desembocadura de la ensenada de Sechelt conecta con la de Jervis en la zona de Earls Cove.
La población es escasa en las costas de la Jervis Inlet y no hay acceso por carretera a la zona. La industria incluye pequeñas operaciones de acuicultura, pesca comercial y tala de árboles.

### Clima
| Parámetros climáticos promedio de Jervis Inlet | Parámetros climáticos promedio de Jervis Inlet | Parámetros climáticos promedio de Jervis Inlet | Parámetros climáticos promedio de Jervis Inlet | Parámetros climáticos promedio de Jervis Inlet | Parámetros climáticos promedio de Jervis Inlet | Parámetros climáticos promedio de Jervis Inlet | Parámetros climáticos promedio de Jervis Inlet | Parámetros climáticos promedio de Jervis Inlet | Parámetros climáticos promedio de Jervis Inlet | Parámetros climáticos promedio de Jervis Inlet | Parámetros climáticos promedio de Jervis Inlet | Parámetros climáticos promedio de Jervis Inlet | Parámetros climáticos promedio de Jervis Inlet |
| Mes                                            | Ene.                                           | Feb.                                           | Mar.                                           | Abr.                                           | May.                                           | Jun.                                           | Jul.                                           | Ago.                                           | Sep.                                           | Oct.                                           | Nov.                                           | Dic.                                           | Anual                                          |
| ---------------------------------------------- | ---------------------------------------------- | ---------------------------------------------- | ---------------------------------------------- | ---------------------------------------------- | ---------------------------------------------- | ---------------------------------------------- | ---------------------------------------------- | ---------------------------------------------- | ---------------------------------------------- | ---------------------------------------------- | ---------------------------------------------- | ---------------------------------------------- | ---------------------------------------------- |
| Temp. máx. abs. (°C)                           | 14                                             | 12.5                                           | 17.5                                           | 26.5                                           | 32.5                                           | 32                                             | 32                                             | 35                                             | 30.5                                           | 23                                             | 16.5                                           | 12.5                                           | 35                                             |
| Temp. máx. media (°C)                          | 4.2                                            | 5.8                                            | 8.8                                            | 12.9                                           | 16.8                                           | 19.7                                           | 22.6                                           | 22.8                                           | 18.7                                           | 12.3                                           | 6.8                                            | 4.1                                            | 13                                             |
| Temp. mín. media (°C)                          | 1.1                                            | 1.8                                            | 3.2                                            | 5.6                                            | 8.9                                            | 12                                             | 14.4                                           | 15.1                                           | 11.9                                           | 7.8                                            | 3.5                                            | 1.2                                            | 7.2                                            |
| Temp. mín. abs. (°C)                           | -7.5                                           | -11                                            | -3.9                                           | 0                                              | 2.5                                            | 5.6                                            | 8                                              | 9.4                                            | 5                                              | -4                                             | -10                                            | -13.5                                          | -13.5                                          |
| Precipitación total (mm)                       | 279.5                                          | 252.8                                          | 216.9                                          | 165.4                                          | 141.6                                          | 123.3                                          | 94.1                                           | 96.8                                           | 109.8                                          | 282                                            | 372.3                                          | 311.1                                          | 2445.5                                         |
| Fuente: Environment Canada                     |                                                |                                                |                                                |                                                |                                                |                                                |                                                |                                                |                                                |                                                |                                                |                                                |                                                |

## Historia
La cabecera del Jervis Inlet fue en su día un asentamiento estacional de uno de los cuatro grupos que componen la actual shishalh, al que llamaban xénichen (a menudo anglicizado como Hunaechin).
George Vancouver dio el nombre al Jervis Inlet en la Expedición Vancouver (1791-1795) en busca del legendario Paso del Noroeste. Siguiendo la tradición de la Marina Real, Vancouver nombró esta vía de agua principal en honor a su amigo el contralmirante sir John Jervis (conde de San Vicente) por su victoria sobre la flota española en la batalla del Cabo de San Vicente el 14 de febrero de 1797, en las costas portuguesas. Llamó a la bahía de San Vicente (cerca de la entrada del Jervis Inlet) en honor al lugar de la batalla, la bahía de San Vicente
Los tres tramos concretos del entrante y las montañas fueron bautizados en el reconocimiento realizado en 1860 por el HMS Plumper, que cartografió la zona conocida en honor a los miembros de la familia de la reina Victoria del Reino Unido. Los cursos de agua nombrados durante esta misión topográfica fueron: ensenada Princesa Luisa, tramo de las Reinas, tramo Princesa Real  y tramo Príncipe de Gales. También se nombraron las principales montañas de la zona:
- monte Alfred
- monte Frederick William
- monte Arthur
- monte Wellington
- monte Alice
- monte Victoria
- monte Helena
- monte Albert

A principios del siglo XX, la explotación forestal y la pesca comercial se desarrollaron en la zona del Jervis Inlet. En la bahía de Goliath, la bahía de Vancouver y el estrecho de Hotham funcionaban campamentos madereros relativamente grandes, y la pesca comercial estaba a cargo de propietarios con sede en Egmont, el puerto de Pender y la bahía de Saltery, y en Egmont, el puerto de Pender y la bahía de Saltery funcionaban varias plantas de procesamiento de pescado.

## Galería

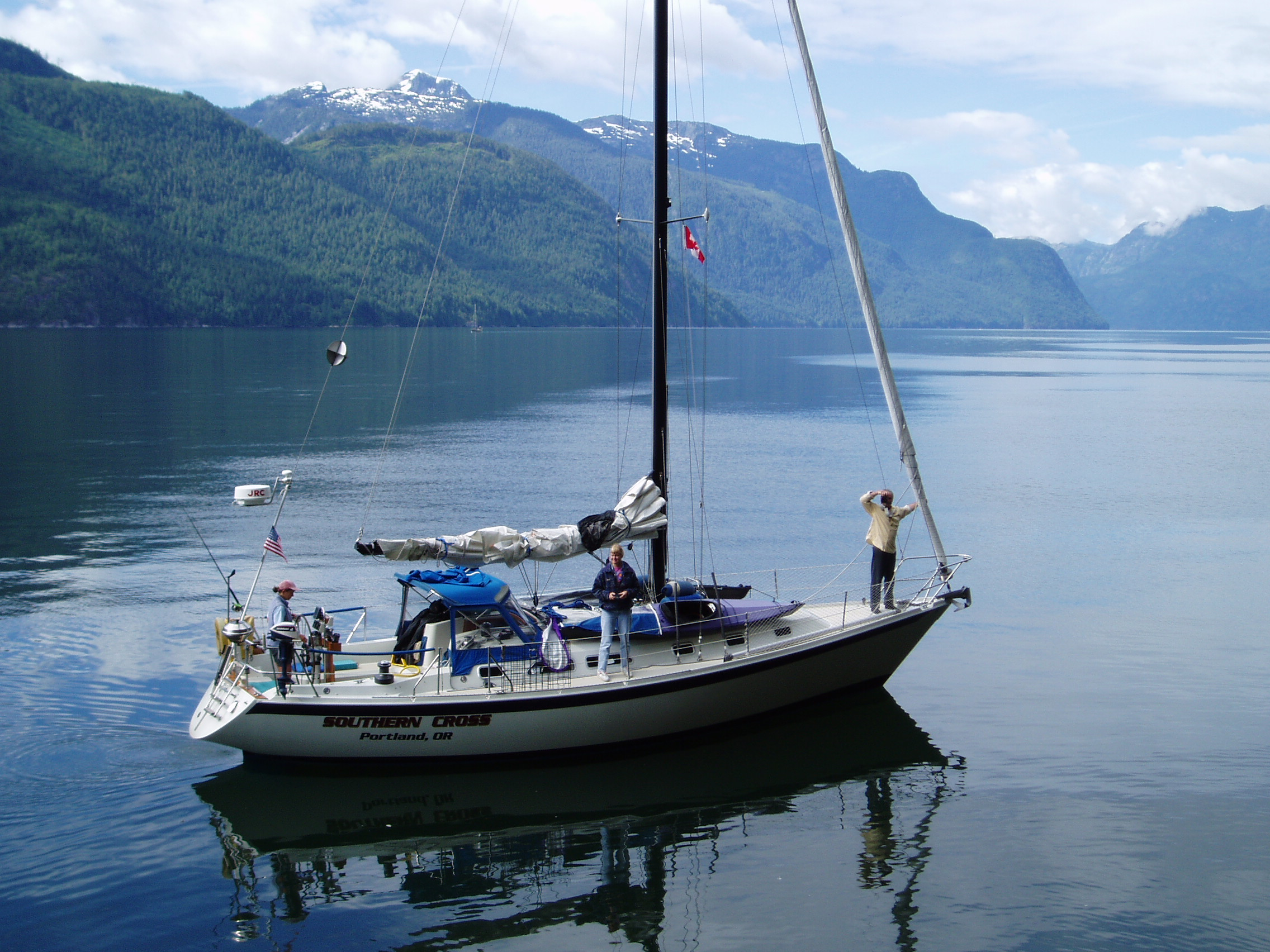
Un velero explora el tramo Princesa Real  del Jervis Inlet.
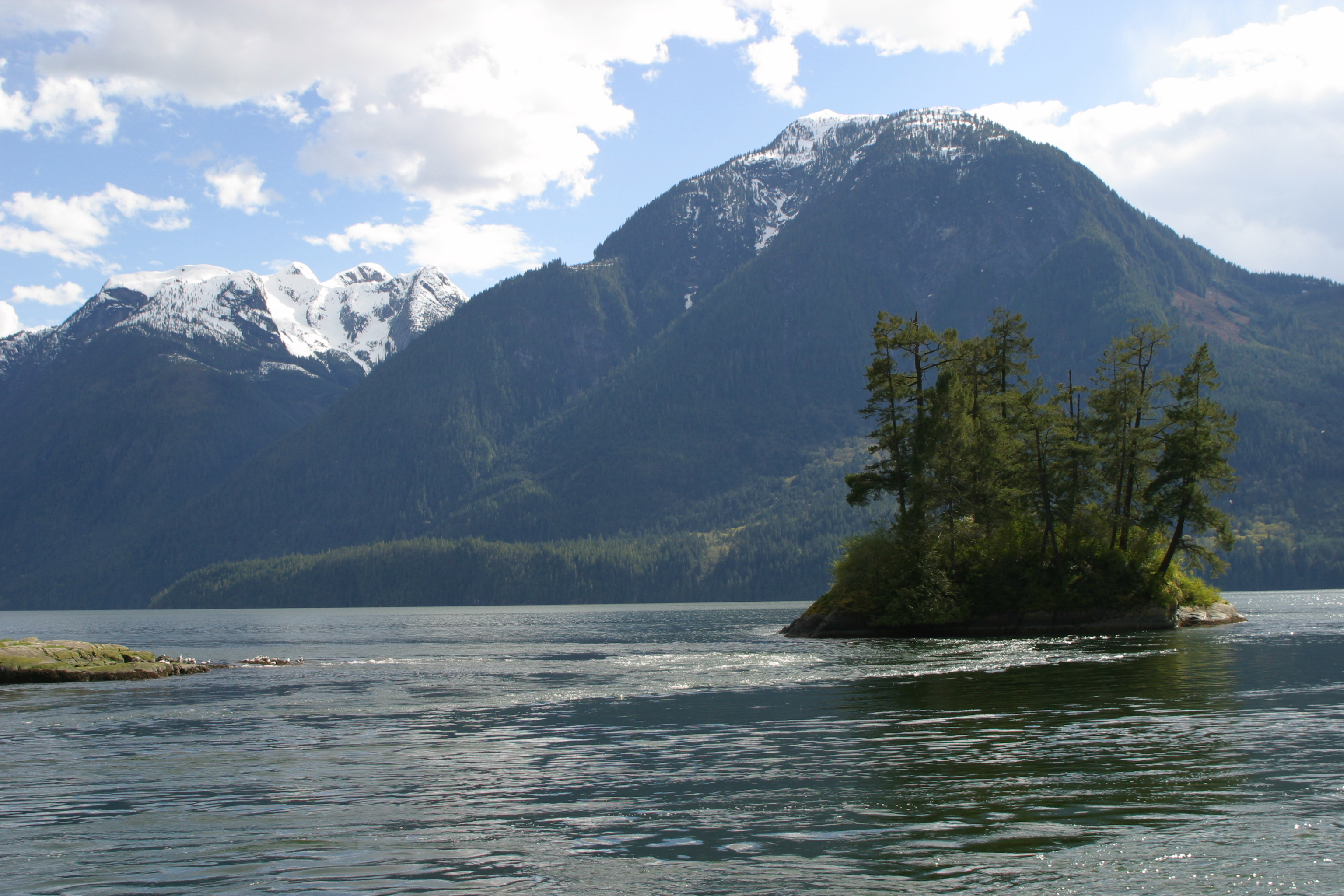
Los montes Arthur y Frederick William desde la entrada de la ensenada Princesa Luisa.
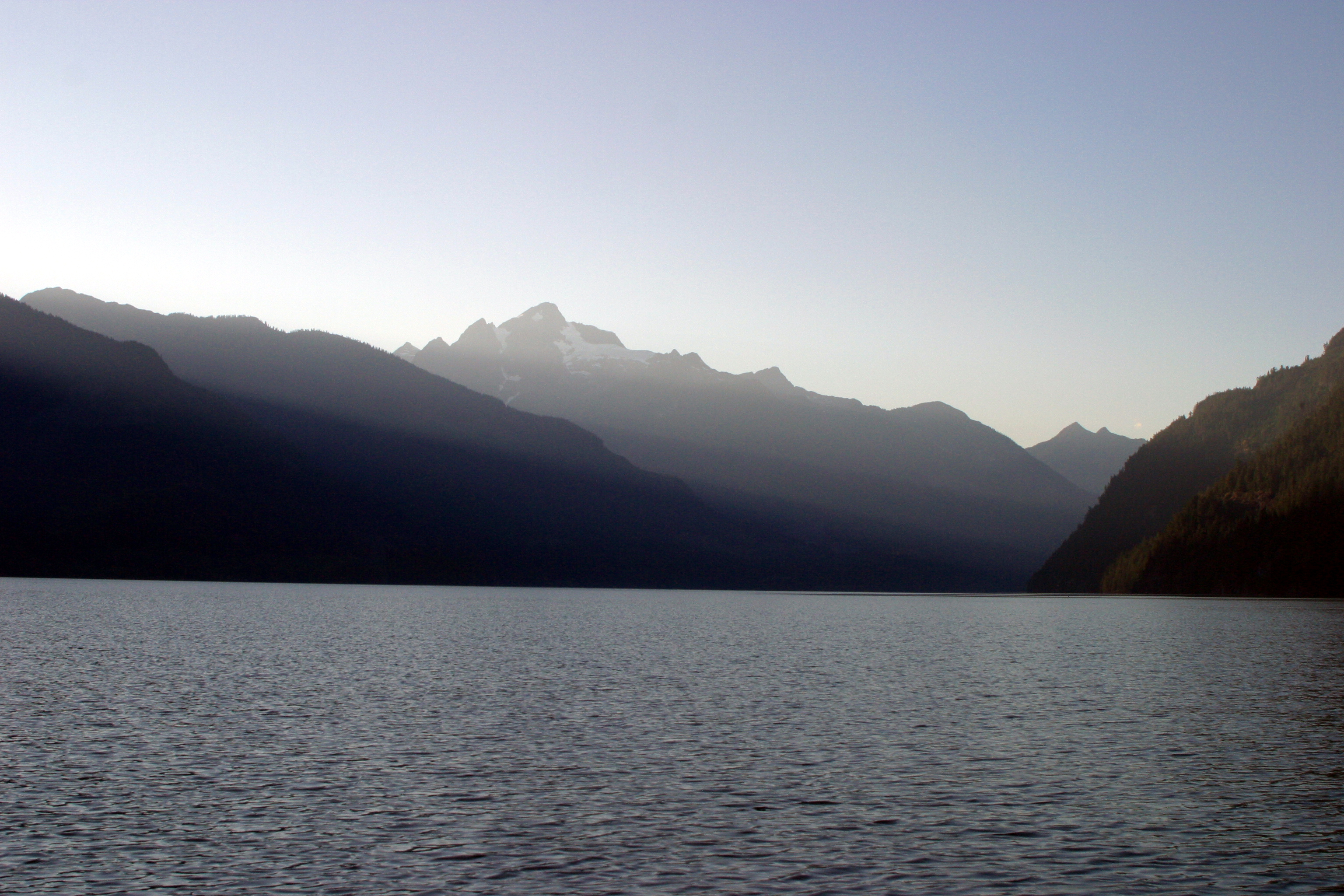
El Jervis Inlet al anochecer.
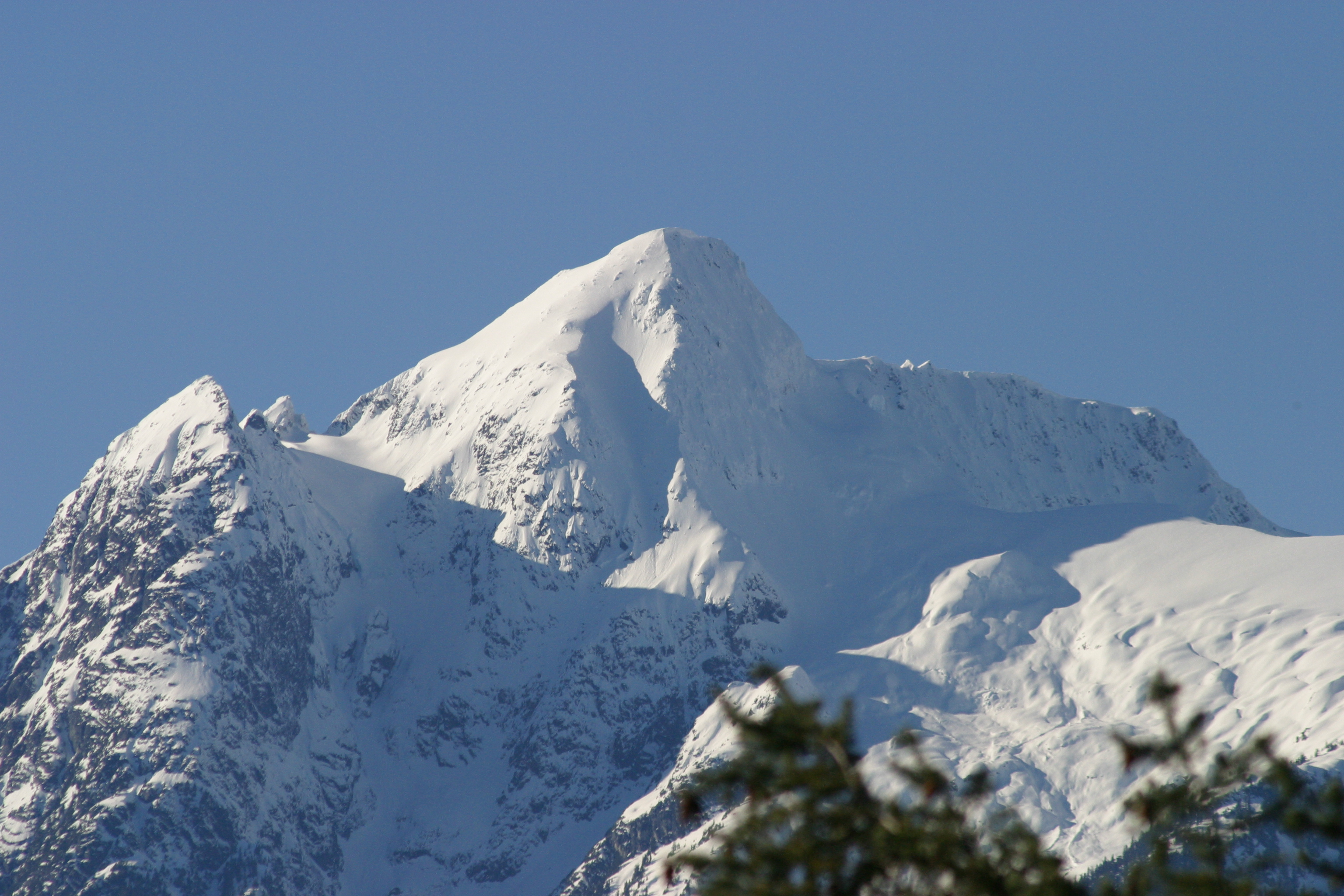
El monte Alfred visto desde el entrante
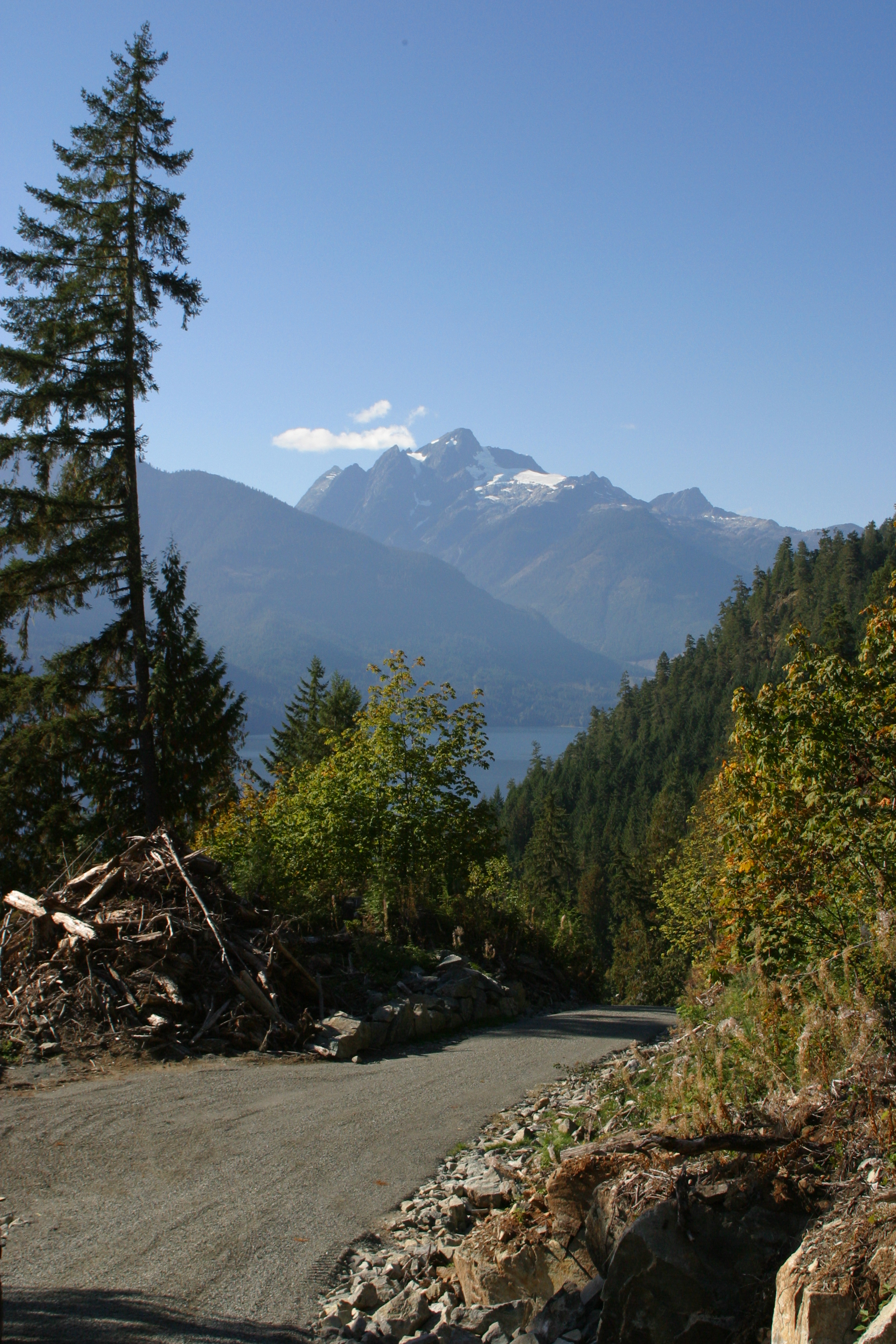
El monte Alfred desde un camino forestal a lo largo del entrante
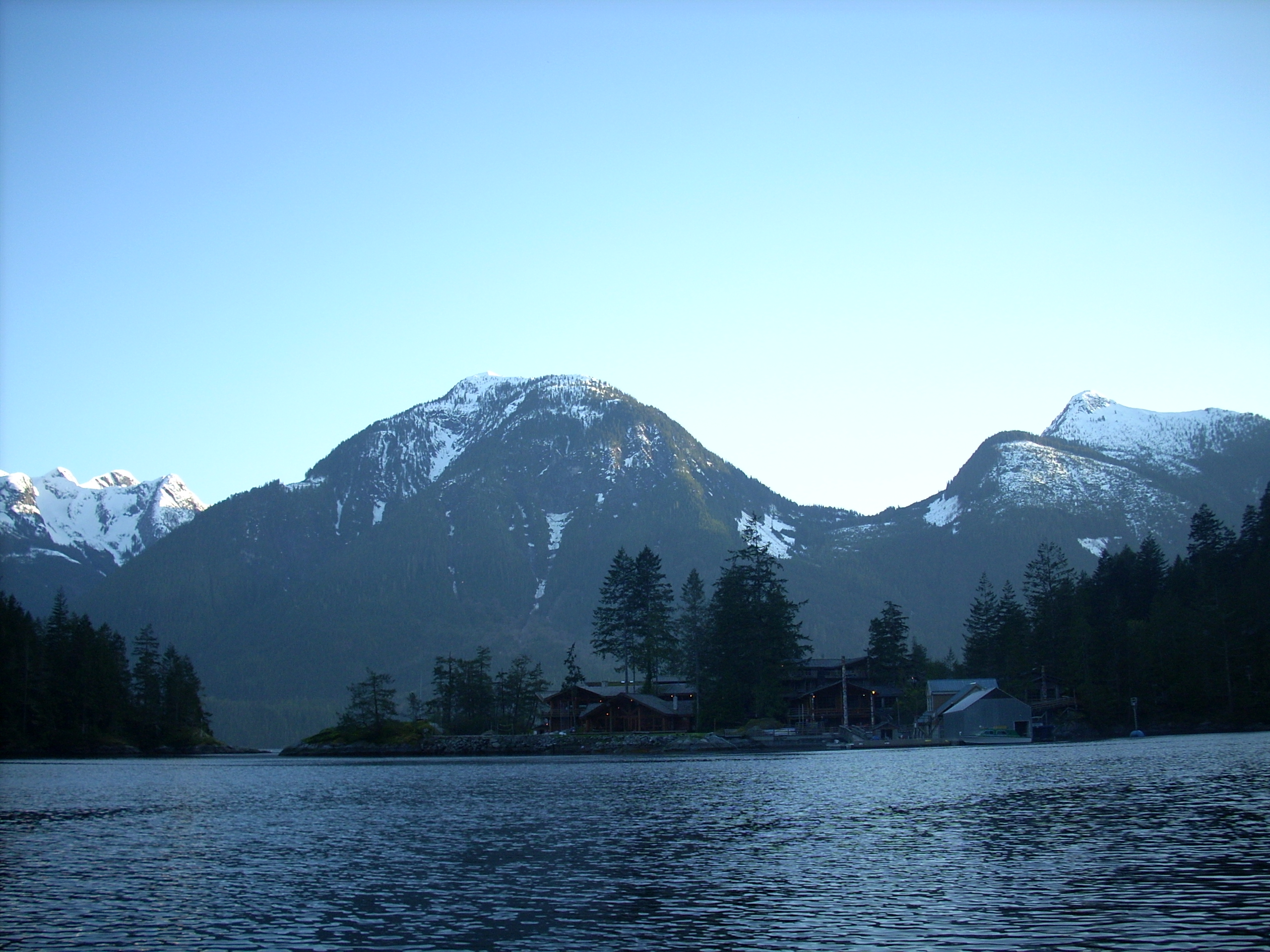
El monte Arthur elevándose sobre el Jervis Inlet.